# Rohrbach (Ilmtal-Weinstraße)
Rohrbach ist ein Ortsteil der Landgemeinde Ilmtal-Weinstraße im Norden des Landkreises Weimarer Land.

## Lage
Im Ackerbaugebiet nördlich Weimar hinter dem Ettersberg befindet sich im Thüringer Becken der Ort Rohrbach. Er ist über Ortsverbindungsstraßen von der Bundesstraße 85 verkehrsmäßig erreichbar. Östlich liegt das Nachbardorf Oberreißen. Auch Pfiffelbach liegt in der Nähe.

## Geschichte

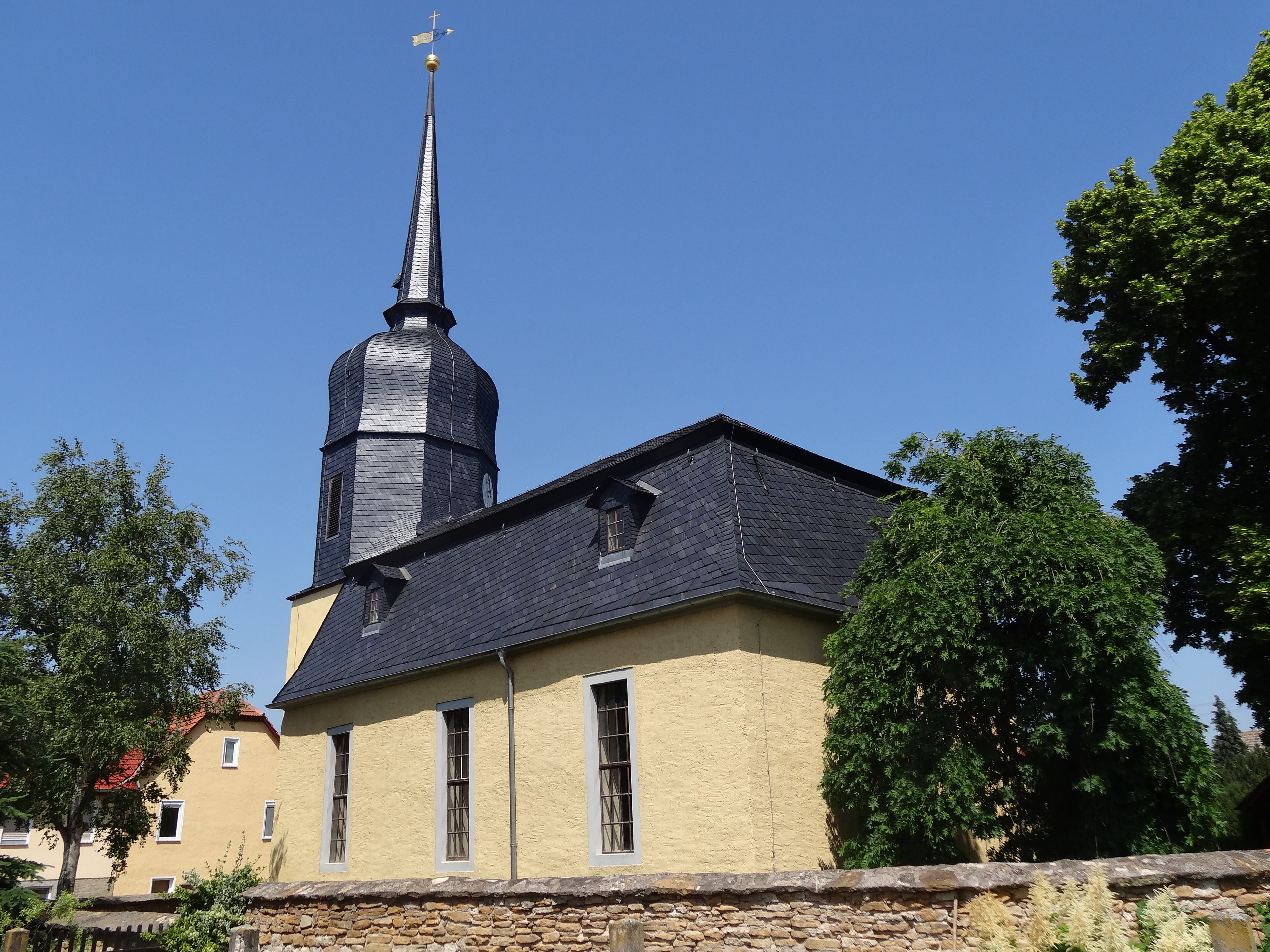
Kirche in Rohrbach

Das Ackerbaudorf wurde im Jahr 1248 erstmals urkundlich erwähnt. Im Jahre 1349 besaßen die Grafen von Beichlingen und Sulzbach im Ort Güter als Lehen der Wettiner. 1378 gehörte der Ort zur Vogtei Vogelsberg. Im Jahre 1650 wurden aus den beiden fürstlichen Vorwerken zwei Rittergüter, Rohrbach wird ein Gutsdorf. In dieser Zeit gehörte Rohrbach zur Vogtei Brembach. Nach deren Teilung im Jahr 1662 verblieb der Ort mit dem Großteil der Vogtei Brembach beim Herzogtum Sachsen-Weimar und wurde 1735 dem Amt Hardisleben angegliedert. 1741 kam Rohrbach mit diesem zum Herzogtum Sachsen-Weimar-Eisenach. Die Orte des Amts Hardisleben gehörten seit 1817 zum Amt Buttstädt, welches 1850 im Verwaltungsbezirk Apolda des Großherzogtums Sachsen-Weimar-Eisenach aufging.
Die heutige Kirche wurde 1715 an Stelle der 1712 abgebrannten erbaut.
Das im Ort befindliche Gut diente zu DDR-Zeiten der Forschung, die Bauern wurden zwangskollektiviert.
Am 1. Januar 2019 wurde die Gemeinde Rohrbach in die Landgemeinde Ilmtal-Weinstraße eingemeindet, zuvor war sie Teil der Verwaltungsgemeinschaft Nordkreis Weimar.

## Sehenswürdigkeiten
- Schloß Rohrbach